# El rastro de Cthulhu

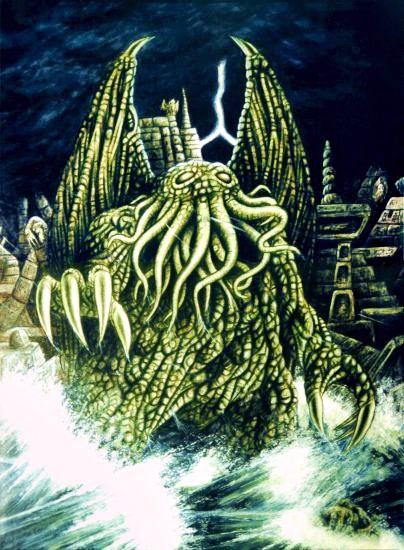
Ilustración de Cthulhu.

El rastro de Cthulhu es un juego de rol diseñado por Kenneth Hite, basado en la obra de Howard Phillips Lovecraft y en el juego de rol La llamada de Cthulhu de Sandy Petersen y Lynn Willis.
La editorial británica Pelgrane Press Ltd lo publicó el 1 de marzo de 2008 con el título inglés Trail of Cthulhu. La edición en español fue publicada por Edge Entertainment en junio del mismo año.
El 15 de agosto de 2008 la edición inglesa fue galardonanda con dos Silver ENnies en las categorías de Best Writing (Mejor escritura, redacción) y Best Rules (Mejores Reglas de juego). También recibió la Honourable mention (Mención honorable, especial) como Product of the Year (Producto del año).

## Ambientación
El rastro de Cthulhu es un juego de horror ambientado en los años 30, en el que los personajes jugadores (PJ) investigan acerca de misterios ocultistas, lo paranormal, y la realidad que se esconde tras los mitos de Cthulhu.

## Sistema de juego
El sistema de juego es el sistema Gumshoe, creado por Robin Laws para agilizar las partidas de investigación. Este sistema se caracteriza porque hace que la continuidad de la trama no dependa de las tiradas de dados. Las pistas siempre se encuentran si el personaje tiene la habilidad necesaria y el jugador declara que la utiliza en el sitio adecuado. Las tiradas quedan reducidas a los enfrentamientos con personajes no jugadores o en aquellas ocasiones en las que el uso de una habilidad es dudoso.
La psicología, como en La llamada de Cthulhu, está muy presente, aunque en esta ocasión la «cordura» ya no es el único parámetro que puede ser medido: ahora también se tiene en cuenta la «estabilidad». La primera mide la capacidad que tienen los personajes de conservar su fe en algún tipo de preocupación humana. La segunda mide la resistencia mental del personaje.
Este nuevo acercamiento a la obra de Lovecraft desde el punto de vista de los juegos de rol permite a los jugadores elegir entre dos tipos de partida: uno más purista, donde prima el terror psicológico y que toma como modelo las obras más tardías y duras de Lovecraft; y otro denominado pulp, que está más centrado en la acción y el enfrentamiento físico con los mitos.

## Manuales y suplementos publicados

### Publicaciones en español
- El rastro de Cthulhu - Manual Básico
- Pantalla del Guardián - Pantalla del guardián de los arcanos
- Asombrosos relatos arcanos - Suplemento de aventuras
- Asombrosos relatos detectivescos - Suplemento de aventuras
- Sombras sobre Filmland - Suplemento de aventuras
- Magia en bruto - Suplemento de reglas
- Cazadores de Libros de Londres - Marco de campaña
- Más allá del tiempo - Suplemento de aventuras
- La revelación final - Suplemento de aventuras
- El rastro de Cthulhu - Reglas abreviadas - Suplemento de reglas
- Mentiras Eternas - Campaña
- Cthulhu Apocalipsis - Marco de campaña

### Publicaciones en inglés
- Trail of Cthulhu Core Rulebook - Manual Básico
- The Apocalypse Machine (en inglés) - Suplemento de ambientación
- Arkham Detective Tales (en inglés) - Suplemento de aventuras
- The Armitage Files (en inglés) - Suplemento de aventuras
- Bookhounds of London (en inglés) - Suplemento de ambientación
- The Book of Ants (en inglés) - Suplemento de ambientación
- Book of the Smoke: Occult Guide - Añadido para Bookhounds of London
- Dead White World (en inglés) - Suplemento de aventuras ambientadas en la campaña The Apocalypse Machine
- Dreamhounds of Paris (en inglés) - Suplemento de ambientación
- Dulce et Decorum Est (en inglés) - Suplemento de aventuras
- Eternal Lies (en inglés) - Suplemento de aventuras
- Eternal Lies Suite (en inglés) - Suplemento de aventuras con BSO
- The Final Revelation (en inglés) - Suplemento de aventuras
- Four Shadows (en inglés) - BSO
- Invasive Procedures (en inglés) - Suplemento de aventuras
- Keeper's Screen - Pantalla del Guardián
- Mythos Expeditions (en inglés) - Suplemento de aventuras
- Out of Space (en inglés) - Suplemento de aventuras
- Out of Time (en inglés) - Suplemento de aventuras
- Player's Guide - Guía del jugador
- Rough Magicks (en inglés) - Suplemento de aventuras
- The Seventh Circle (en inglés) - Suplemento de aventuras ambientadas en la campaña The Apocalypse Machine
- Shadows Over Filmland (en inglés) - Suplemento de aventuras
- Slaves of the Mother (en inglés) - Suplemento de aventuras
- Soldiers of Pen and Ink (en inglés) - Suplemento de aventuras
- Stunning Eldritch Tales (en inglés) - Suplemento de aventuras